# 魏森塞 (图林根州)
魏森塞（德語：Weißensee，發音：[ˈvaɪsn̩ˌzeː] ⓘ）是德国图林根州瑟默达县的城市，面积55.33平方千米，2023年12月31日人口为3,746人。2019年1月1日，市镇黑恩施文德并入魏森塞。